# Li Zhongyun
Li Zhongyun, född den 4 mars 1967, är en kinesisk judoutövare.
Hon tog OS-brons i damernas halv lättvikt i samband med de olympiska judotävlingarna 1992 i Barcelona.